# Слизистая оболочка
Сли́зистая оболо́чка (лат. tunica mucosa), часто просто сли́зистая — внутренняя оболочка полых органов, сообщающихся со внешней средой. Слизистая оболочка выстилает внутренние поверхности органов дыхания, мочевой, половой и пищеварительной систем, глазных век и слуховых проходов.
Название произошло от слова слизь (лат. mucus): большинство слизистых оболочек покрыты слоем слизи, выделяемой секреторными клетками эпителия (обычно — бокаловидными клетками), а также железами собственной пластинки слизистой оболочки и железами подслизистой основы.

## Строение
Слизистая оболочка (лат. tunica mucosa) выстилает органы изнутри, покрыта слизью, в зависимости от кровенаполнения сосудов, имеет цвета от ярко-красного до бледно-розового. В слизистой оболочке располагаются как одноклеточные железы (бокаловидные клетки), так и многоклеточные железы собственной пластинки слизистой оболочки. Слизистая оболочка состоит из трех слоёв:
- Эпителий различных типов (в зависимости от органа).
- Собственная пластинка слизистой оболочки (лат. lamina propria mucosae) лежит под эпителием и отделена от него базальной мембраной. Собственная пластинка слизистой оболочки состоит из рыхлой волокнистой соединительной ткани, в которой располагаются кровеносные и лимфатические сосуды, нервные окончания и волокна, скопления лимфоидной ткани, а также простые железы.
- Мышечная пластинка слизистой оболочки (лат. lamina muscularis mucosae), образована несколькими слоями гладких мышечных клеток.

Подслизистая основа, или подслизистый слой (лат. tela submucosa).
Подслизистый слой — слой соединительной ткани, соединяющий слизистую и мышечную оболочки, позволяет слизистой оболочке смещаться относительно мышечной и образовывать складки. Содержит сплетения кровеносных и лимфатических сосудов, нервные сплетения (например, сплетение Мейсснера), сложные железы (в пределах пищевода, двенадцатиперстной кишки), а также более крупные, чем в собственной пластинке слизистой оболочки, лимфоидные фолликулы и их агрегаты.
Мышечная оболочка (лат. tunica muscularis) состоит из нескольких слоев гладких мышечных клеток, однако в верхнем и нижних отделах пищеварительной трубки в её состав также входят поперечнополосатые мышечные волокна. Представлена двумя слоями (в желудке добавляется третий слой — внутренний косой).
Серозная оболочка (лат. tunica serosa) или адвентициальный слой (лат. adventitia).
Адвентициальный слой представляет собой наружную соединительнотканную оболочку полых органов человека, не покрытую мезотелием. Серозная оболочка состоит из волокнистой соединительной ткани, которая снаружи, в отличие от адвентициального слоя, покрыта однослойным плоским эпителием (мезотелием). С подлежащей тканью серозная оболочка соединяется с помощью подсерозной клетчатки (лат. tela subserosa). Серозная оболочка гладкая и влажная (придает «зеркальный блеск» органам) и за счет этого уменьшает трение между органами. Стенки грудной, брюшной полостей и околосердечной сумки выстланы особыми серозными оболочками — плеврой, брюшиной, перикардом и эпикардом.